# Рамарік Ету
Рамарік Ету (фр. Ramaric Etou, нар. 25 січня 1995) — конголезький футболіст, захисник грузинського клубу «Діла».
Виступав за національну збірну Конго.

## Клубна кар'єра
Народився 25 січня 1995 року.
У дорослому футболі дебютував 2013 року виступами за команду «Леопардс» (Лубомо). 
Своєю грою за цю команду привернув увагу представників тренерського штабу клубу «Бейтар Тель-Авів Бат-Ям», до складу якого приєднався 2014 року.
У 2016 році уклав контракт з клубом «Діла», у складі якого провів наступний рік своєї кар'єри гравця. Граючи у складі «Діли» також здебільшого виходив на поле в основному складі команди.
З 2017 року два сезони знову захищав кольори клубу «Бейтар Тель-Авів Бат-Ям». Тренерським штабом нового клубу також розглядався як гравець «основи».
З 2019 року один сезон захищав кольори клубу «Секція Нес-Ціона». 
До складу клубу «Діла» знову приєднався 2020 року. Станом на 26 липня 2023 року відіграв за команду з Горі 45 матчів в національному чемпіонаті.

## Виступи за збірну
У 2017 році дебютував в офіційних матчах у складі національної збірної Конго.
| Дата       | Місто       | Господарі        | Результат | Гості            | Турнір                                  | Голи | Примітки |
| ---------- | ----------- | ---------------- | --------- | ---------------- | --------------------------------------- | ---- | -------- |
| 8-10-2017  | Александрія | Єгипет           | 2 – 1     | Республіка Конго | Відбір до ЧС 2018                       | -    | 81'      |
| 12-11-2017 | Браззавіль  | Республіка Конго | 1 – 1     | Уганда           | Відбір до ЧС 2018                       | -    | 80'      |
| 11-10-2018 | Браззавіль  | Республіка Конго | 3 – 1     | Ліберія          | Відбір до Кубка африканських націй 2019 | -    |          |
| 23-4-2019  | Хараре      | Зімбабве         | 2 – 0     | Республіка Конго | Відбір до Кубка африканських націй 2019 | -    | 75'      |
| Усього     |             | Матчів           | 4         |                  | Голів                                   | 0    |          |

## Титули і досягнення
- Володар Суперкубка Грузії (1):

Діла: 2025